# Saquisilí
Saquisilí – miasto w Ekwadorze, w prowincji Cotopaxi, stolica kantonu Saquisilí.